# Samfundet Finland-Sovjetunionen
Samfundet Finland-Sovjetunionen (SFS, Suomi-Neuvostoliitto-seura, SNS) var en organisation som grundades hösten 1944 i Helsingfors med syfte att främja vänskapen mellan Finland och Sovjetunionen samt det kulturella och ekonomiska samarbetet mellan de båda staterna. 
Samfundet blev sedermera en av Finlands största folkrörelser med omkring 120 000 medlemmar i början av 1980-talet, efter en massiv medlemstillströmning under det föregående decenniet. Antalet lokalavdelningar var 580, sammanslutna i 10 krets- och 14 distriktsorganisationer; kollektivanslutna medlemmar var omkring 2 000 organisationer och företag. Samfundet arrangerade årligen omkring 15 000 offentliga sammankomster som besöktes av omkring en miljon människor. Det utgav tidskrifterna Kontakt (sedan 1945) och Maailma ja Me (sedan 1968) i samarbete med Samfundet Sovjetunionen-Finland. På samfundets initiativ tillkom bland annat Leninmuseet i Tammerfors, Sovjetinstitutet i Helsingfors och den finländsk-sovjetiska handelskammaren. Detsamma gällde vänortsverksamheten, som 1982 berörde 50 kommuner i vartdera landet.
Samfundet uppfattades länge som en kommunistisk täckorganisation, trots att borgerligt tänkande personer hade anslutit sig alltsedan starten. Bland initiativtagarna fanns till exempel Max Sergelius, som var ordförande för det liberala partiet Svenska vänstern. Det övervägande flertalet distriktssekreterare och övriga funktionärer var dock kommunister. Efter Sovjetunionens sammanbrott ombildades det till Samfundet Finland-Ryssland.